# Gustav Iden
Gustav Iden (Bergen, 1º maggio 1996) è un triatleta norvegese, attivo anche nella disciplina dell'ironman 70.3.

## Biografia
Ha rappresentato la Norvegia ai Giochi olimpici estivi di Tokyo 2020, classificandosi ottavo nella gara individuale di triathlon.
È stato campione mondiali di ironman 70.3 nell'individuale a Nizza 2019 e St. George 2021.
Si è laureato campione del mondo  ai Campionati del mondo 2022 di Kona nel percorso completo, stabilendo il nuovo record del percorso con un tempo di 7 ore, 40 minuti e 24 secondi.

## Palmarès
- Mondiali di ironman 70.3

Nizza 2019: oro nell'individuale;
St. George 2021: oro nell'individuale;